# Royal Thai Survey Department
Le Royal Thai Survey Department (en thaï : กรมแผนที่ทหาร), est un groupe de services spéciaux des Royal Thai Armed Forces Headquarters (en) (กองบัญชาการกองทัพไทย) chargé de mener des travaux de levés terrestres et aériens, de géodésie et de géophysique en Thaïlande. 
Le siège est situé sur Kanlayan Maitri Road (en), dans le sous-district de Phra Borom Maha Ratchawang du district de Phra Nakhon, à Bangkok, et l'actuel directeur du département (2025) est le lieutenant-général Noppadon Chotisiri,. 

## Histoire
L'arpentage cartographique moderne en Thaïlande commence en 1875 sous le règne du roi Chulalongkorn (Rama V) avec la création d'une division de cartographie sous la direction de l'expatrié britannique Henry Alabaster (en) pour établir la carte des activités télégraphiques reliant Bangkok à Phra Tabong (Battambang) et également pour cartographier le golfe de Thaïlande. 
Le prince Damrong (alors connu sous le nom de Phra Ong Chao Ditsawarakuman) a l'idée de créer un département topographique. Le roi Rama V autorise la création de l'École topographique thaïlandaise en 1882, dont les premières recrues proviennent de la Garde royale. Un décret royal du 3 septembre 1885 sépare les géomètres de la garde royale et crée le Département topographique royal. Le Royal Thai Survey Department est fondé officiellement par James McCarthy, qui en devient le directeur-général, en 1885.
Le département s'est ensuite lancé dans le cadastre, qui consiste à arpenter des parcelles spécifiques afin de définir la propriété en vue de l'enregistrement foncier et d'une fiscalité équitable. Les titres fonciers sont délivrés selon le système Torrens, mais ce n'est qu'en 1901 que les premiers résultats de ce cadastre sont obtenus. 
Le département produit et vend également des cartes détaillées, initialement réalisées par zincographie. 
Pour pallier la pénurie de billets de banque dans le pays pendant la guerre du Pacifique, le ministère fait imprimer une série spéciale de billets de banque en 4 valeurs, 1, 10, 20 et 100, comme ceux de la 4e série commandés à Thomas de la Rue and Co. à Londres. L'expression « the Royal Thai Survey » en bas au centre du recto et du verso remplace celle de de le Rue à partir de 1942.